# کاره والبرگ
کاره والبرگ (انگلیسی: Kaare Walberg; ۳ ژوئیهٔ ۱۹۱۲ – ۲۹ فوریهٔ ۱۹۸۸) از برندگان مدال‌های بازی‌های المپیک زمستانی و اسکی‌باز پرش اهل نروژ بود.